# 1664 en musique classique
| \| • Retour à la chronologie générale de la musique classique • \| |
| Grèce • Rome • Haut Moyen Âge • VIIIe siècle • IXe siècle • Xe siècle • XIe siècle XIIe siècle • XIIIe siècle • XIVe siècle • XVe siècle • XVIe siècle • XVIIe siècle XVIIIe siècle • XIXe siècle • XXe siècle • XXIe siècle |
| • Retour à la chronologie générale de la musique classique • |

| Années en musique classique : 1661 - 1662 - 1663 - 1664 - 1665 - 1666 - 1667    |
| Décennies en musique classique : 1630 - 1640 - 1650 - 1660 - 1670 - 1680 - 1690 |

## Événements
- Début d'une véritable collaboration entre Lully et Molière.
- Les Plaisirs de l'île enchantée sont joués dans les jardins de Versailles.
- Les musiciens italiens Lelio Colista (luth) et Bernardo Pasquini (clavecin) accompagnent à Paris la suite du cardinal Flavio Chigi et jouent devant Louis XIV. C'est pour eux l'occasion d'entendre et de côtoyer les musiciens français.

## Œuvres
- Les trois Passions austères d’Heinrich Schütz (1664, 1666, 1668).
- Miserere de Jean-Baptiste Lully.
- Weihnachtshistorie, de Heinrich Schütz (première version en 1660, publication en 1664).

## Naissances

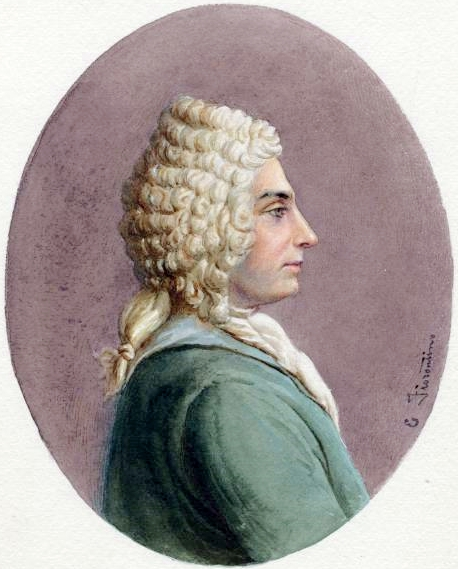
Michele Mascitti

- 17 janvier : Antonio Salvi, librettiste d'opéras italien († 21 mai 1724).
- 23 février : Georg Dietrich Leyding, compositeur et organiste allemand († 10 mai 1710).
- 14 mars : Silvio Stampiglia, poète et librettiste italien († 26 janvier 1725).
- 17 mars : Georg Österreich, compositeur et organiste allemand († 6 juin 1735).
- 21 mars : Pierre Dandrieu, compositeur et organiste français († 20 octobre 1733).
- 28 juin : Nicolas Bernier, compositeur français († 5 septembre 1734).
- 4 août : Louis Lully, musicien français († 1er avril 1734).
- 9 septembre : Johann Christoph Pez, maître de chapelle et compositeur allemand († 25 septembre 1716).
- 9 novembre : Johann Speth, organiste et compositeur allemand.

Date indéterminée :
- Michele Mascitti, violoniste et compositeur italien († 24 avril 1760).
- Coenraad Rijkel, facteur néerlandais d'instruments à vent de la famille des bois († 1726).

## Décès

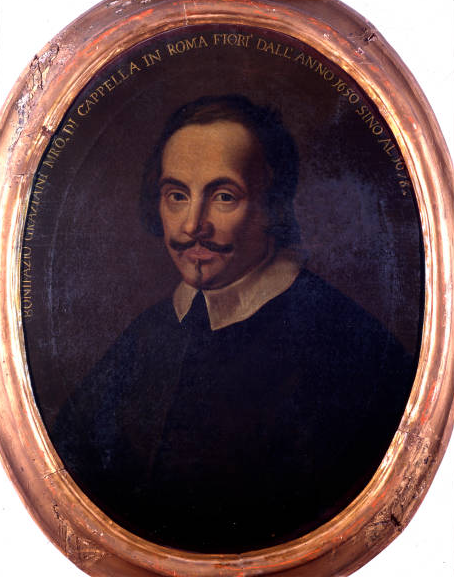
Bonifazio Graziani

- 1er janvier : Charles Racquet, compositeur et organiste français (° 1598).
- 22 avril : Juan Gutiérrez de Padilla, compositeur espagnol (° vers 1590).
- 15 juin : Bonifazio Graziani, compositeur italien (° vers 1605).